# Javahaj
Javahaj  (Carcharhinus amboinensis) förekommer i tropiska vatten. Den är en massiv haj som kan bli upp emot 2,8 meter. Grisögonhajen håller både till på kontinentalsocklar och på grunda vatten. Den lever av  fisk, andra hajar, bläckfisk och kräftdjur. Javahajen är grå med vit mage och dess fenor har mörka spetsar.